# Théorème de Behnke-Stein
En mathématiques, et plus précisément en géométrie complexe, le théorème de Behnke-Stein stipule que l'union d'une suite croissante {\displaystyle G_{k}\subset \mathbb {C} ^{n}} (c'est-à-dire, {\displaystyle G_{k}\subset G_{k+1}} ) de domaines d'holomorphie est à nouveau un domaine d'holomorphie. Cela a été prouvé par Heinrich Behnke et Karl Stein en 1938.